# Мансисидор, Хосе
Хосе Мансисидо́р Ортис (исп. José Mancisidor; 20 апреля 1895, Веракрус ‒ 2 сентября 1956, Монтеррей, Нуэво-Леон) — мексиканский писатель

, драматург, публицист, эссеист, редактор, историк, политик и общественный деятель. Лауреат Национальной премии.

## Биография
Хосе Мансисидор Ортис родился 20 апреля 1894 года в Веракрусе, штат Веракрус, Мексика, и был пятым из одиннадцати детей Хорхе Томаса Мансисидора Оярсабаля (1860—1921) и Каталины Ортис Альпуче: Хорхе, Родольфо, Каталина, Эсперанса, Хосе, Ансельмо, Кармела, Раймундо, Мария, Эмилио и Франциско. 
Учился в профессиональном училище. Служил в ВМС Мексики.
Участник Мексиканской революции 1910‒1917 годов в рядах Конституционалистской армии Венустиано Карранса.
В 1914 году отражал американскую оккупацию Веракруса. Сбежал, чтобы присоединиться к армии конституционалистов генерала Кандидо Агилара, который включил его в Первый артиллерийский полк Первой Восточной дивизии в звании лейтенанта. Его военная карьера продолжалась до 1920 года, и он участвовал в мексиканской революции в составе конституционалистской армии Венустиано Каррансы, дослужившись до звания подполковника артиллерии и получив назначение военачальником и губернатором территории Кинтана-Роо. Был назначен военным комендантом штата Кинтана-Роо. 
В 1917 году он женился на Долорес Варела, от которой у него было пятеро детей: Орландо, Арнальдо, Колда, Эльвия и Иоланда. 
В 1920—1924 годах работал магистратом г. Халапа-Энрикеса. В 1923 г. организовывал гражданскую оборону города против мятежников Де ла Уэрты. В конце 1930-х годов участвовал в нескольких восстаниях в Мексике.
Руководил прессой правительства штата Веракрус, куда был назначен местным левым губернатором Адальберто Техедой. В качестве журналиста сотрудничал с журналом "Симьенте" (Simiente), создал своё издательство под названием «Integrales» и опубликовал свои первые романы: «La asonada» («Мятеж») и «La ciudad roja» («Красный город»).
В 1930-е годы возглавлял группу прогрессивных литераторов Мексики «Новьембре» («Noviembre») и редактировал её журнал «Рута» («Ruta», 1933‒1939). 
В 1935 году возглавил Лигу революционных писателей и художников Мексики. В 1936 году посетил СССР, где встретился с «всесоюзным старостой» М. И. Калининым, председателем ЦИК Азербайджанской ССР М. Афандиевым и другими, принял участие в похоронах Максима Горького.
В годы Второй мировой войны был председателем общества друзей Советского Союза; в 1950-е годы — председатель Мексикано-русского института культуры.
Преподавал историю в нескольких учебных заведениях Мексики.
Умер во время лекции в Автономном университете штата Нуэво Леон.

## Творчество
Автор произведений посвященных острым социально-политическим проблемам, событиям Мексиканской революции 1910‒1917 годов, борьбе с фашизмом.
Первый роман Мансисидора — «Мятеж» (1931) раскрывает авантюристический характер военных путчей в Мексике. В романе «Красный город» (1932) показана борьба мексиканского пролетариата за свои права.

## Избранные произведения
- «Мятеж» (повесть, русский перевод 1933),
- «Красный город» (роман , 1932, русский перевод отрывка 1934),
- «Об одной испанской матери» (повесть, 1938, сокращенный русский перевод под названием «Мать», 1941)
- «Роза ветров» (роман , 1941, русский перевод 1953, Национальная премия),
- «Сталин - стальной человек» (1950)
- «Граница у моря» (1953, русский перевод 1958, Национальная премия),
- «Хуарес» (драма в трёх действиях),
- «Фронтера Хунто Аль Мар» (драма, 1953),
- «Ее звали Каталина» (роман, 1963).

В романе «Заря над бездной» (1955, русский перевод 1958) писатель показал борьбу за национализацию нефти в Мексике.
Историк мексиканской революции.
Опубликовал публицистические работы о К. Марксе, В. И. Ленине, М. Горьком, А. Барбюсе, Э. Золя, путевые очерки об СССР «120 дней» (1937).